# Fresse
Fresse är en kommun i departementet Haute-Saône i regionen Bourgogne-Franche-Comté i östra Frankrike. Kommunen ligger i kantonen Mélisey som tillhör arrondissementet Lure. År 2022 hade Fresse 695 invånare.

## Befolkningsutveckling
Antalet invånare i kommunen Fresse
| Referens: INSEE |